# Conus baileyi
Conus baileyi is een in zee levende slakkensoort uit het geslacht Conus. De slak behoort tot de familie Conidae. Conus baileyi werd in 1979 beschreven door Röckel & da Motta. Net zoals alle soorten binnen het geslacht Conus zijn deze slakken roofzuchtig en giftig. Zij bezitten een harpoenachtige structuur waarmee ze hun prooi kunnen steken en verlammen.